# أدولف تكي
أدولف تكي (بالألمانية: Adolf Wuttke )‏ (و. 1819 – 1870 م) هو مؤلف، وعالم عقيدة، وأستاذ جامعي، وكاتب، وسياسي ألماني، ولد في فروتسواف، توفي في هاله، عن عمر يناهز 51 عاماً.

## مناصب
تولى منصب عضو مجلس النواب البروسي.

## التعليم
تعلم في جامعة هومبولت في برلين.